# Bourriot-Bergonce
Bourriot-Bergonce település Franciaországban, Landes megyében. Lakosainak száma 319 fő (2022. január 1.). Bourriot-Bergonce Captieux, Losse, Retjons, Maillas és Saint-Gor községekkel határos.

## Népesség
A település népességének változása:
| Lakosok száma | 490  | 383  | 305  | 312  | 334  | 325  | 310  | 306  | 306  | 319  |
|               | 1968 | 1982 | 1990 | 2006 | 2013 | 2015 | 2017 | 2019 | 2020 | 2022 |